# Slaget ved Mohács
Slaget ved Mohács (ungarsk mohácsi csata eller mohácsi vész) var et slag udkæmpet den 29. august 1526 nær Mohács i Ungarn. I slaget blev styrker fra Kongeriget Ungarn ledet af Kong Ludvig 2. af Ungarn og Böhmen slået af styrker fra det Osmanniske Rige ledet af Sultan Süleyman 1.
Den osmanniske sejr førte til en deling af Ungarn i adskillige årtier mellem det Osmanniske Rige, Habsburgerne og fyrstendømmet Transylvanien. Ludvig 2. døde, da han flygtede fra kamppladsen; det blev slutningen af det Jagiellonske dynasti, hvis landkrav blev overtaget af habsburgerne ved et giftermål med Ludvigs søster.